# هانا بوزنيهرينكو
هانا سيرهيفنا بوزنيهرينكو (الأوكرانية: Ганна Серогийвна Познихиренко؛ من مواليد 8 أبريل 1994) هي لاعبة تنس أوكرانية حصلت على أعلى تصنيف فردي في اتحاد لاعبات التنس المحترفات هو 255 حققته في 28 مايو 2018، وأعلى تصنيف في الزوجي كان 214 وصول له في 27 أغسطس 2018، فازت بوزنيهرينكو بأول لقب لها بقيمة 60 ألف دولار في عام 2018 في إنترناسيونالي دي بريشيا في الزوجي بالشراكة مع كريستينا دينو.
أصبحت لاعبة التنس الأوكرانية هانا بوزنيهرينكو هي الفائزة في بطولة الاتحاد الدولي للتنس في أنطاليا بتركيا، حيث تبلغ قيمة جائزتها 15 ألف دولار. حيث تغلب في المباراة النهائية على الروسية داريا لوديكوفا بنتيجة 7:5، 6:1 بالنسبة لبوزنيهرينكو البالغة من العمر 27 عامًا، كان هذا اللقب هو الأول هذا العام والخامس في مسيرتها الفردية في بطولات الاتحاد الدولي للتنس.